# العلاقات التشيكية الكونغوية
العلاقات التشيكية الكونغولية هي العلاقات الثنائية التي تجمع بين التشيك وجمهورية الكونغو.

## مقارنة بين البلدين
هذه مقارنة عامة ومرجعية للدولتين:
| وجه المقارنة                                              | التشيك                                                                            | [[تصنيف:صفحات تستخدم رمز علم غير موجود\|]] جمهورية الكونغو |
| --------------------------------------------------------- | --------------------------------------------------------------------------------- | ---------------------------------------------------------- |
| المساحة (كم2)                                             | 78.87 ألف                                                                         | 342.00 ألف                                                 |
| عدد السكان (نسمة)                                         | 10.52 مليون                                                                       | 5.26 مليون                                                 |
| الكثافة السكانية (ن./كم²)                                 | 133.38                                                                            | 15.38                                                      |
| العاصمة                                                   | براغ                                                                              | برازافيل                                                   |
| اللغة الرسمية                                             | اللغة التشيكية                                                                    | لغة فرنسية                                                 |
| العملة                                                    | كرونة تشيكية، كرونة تشيكوسلوفاكية                                                 | فرنك وسط أفريقي                                            |
| الناتج المحلي الإجمالي (بليون دولار)                      | 215.73 مليار                                                                      | 8.72 مليار                                                 |
| الناتج المحلي الإجمالي (تعادل القوة الشرائية) بليون دولار | 356.15 مليار                                                                      | 29.48 مليار                                                |
| الناتج المحلي الإجمالي الاسمي للفرد دولار أمريكي          | 17.55 ألف                                                                         | 1.85 ألف                                                   |
| الناتج المحلي الإجمالي للفرد دولار أمريكي                 | 31.19 ألف                                                                         |                                                            |
| مؤشر التنمية البشرية                                      | 0.878                                                                             | 0.591                                                      |
| رمز المكالمات الدولي                                      | +420                                                                              | +242                                                       |
| رمز الإنترنت                                              | .cz                                                                               | .cg                                                        |
| المنطقة الزمنية                                           | ت ع م+01:00، ت ع م+02:00، توقيت وسط أوروبا، توقيت وسط أوروبا الصيفي، أوروبا/براغ ‏ | ت ع م+01:00                                                |

## منظمات دولية مشتركة
يشترك البلدان في عضوية مجموعة من المنظمات الدولية، منها:
| علم المنظمة | اسم المنظمة                               | تاريخ انضمام التشيك | تاريخ انضمام جمهورية الكونغو |
| ----------- | ----------------------------------------- | ------------------- | ---------------------------- |
|             | مؤسسة التنمية الدولية                     | 1993                | 8 نوفمبر 1963                |
|             | يونسكو                                    | 22 فبراير 1993      | 24 أكتوبر 1960               |
|             | مؤسسة التمويل الدولية                     | 1993                | 1 أكتوبر 1980                |
|             | منظمة حظر الأسلحة الكيميائية              | ?                   | ?                            |
|             | الأمم المتحدة                             | 19 يناير 1993       | 20 سبتمبر 1960               |
|             | منظمة الشرطة الجنائية الدولية             | ?                   | ?                            |
|             | البنك الدولي للإنشاء والتعمير             | 1993                | 10 يوليو 1963                |
|             | المركز الدولي لتسوية المنازعات الاستشارية | 22 أبريل 1993       | 14 أكتوبر 1966               |
|             | وكالة ضمان الاستثمار متعدد الأطراف        | 1993                | 16 أكتوبر 1991               |
|             | منظمة التجارة العالمية                    | ?                   | ?                            |
|             | الفريق المعني برصد الأرض                  | ?                   | ?                            |

## وصلات خارجية
- موقع وزارة الخارجية التشيكية